# Abraham von Kreytzen
Abraham Josaphat von Kreytzen, auch Creytzen (* 1624; † 29. August 1674) war ein Obermarschall im Herzogtum Preußen.

## Leben

### Herkunft und Familie
Abraham von Creytzen war Angehöriger der preußischen Linie Domnau des Adelsgeschlechts von Creytzen. Seine Eltern waren der preußische Kriegsoberst und Oberbefehlshaber der preußischen Truppen Wolf von Creytzen (1580–1649) und Anna Euphrosyna, geborene von Proeck (1593–1632). Er vermählte sich 1650 mit Juliane Elisabeth von Rauschke († 1690). Aus der Ehe sind sechs Kinder hervorgegangen, darunter die beiden kaiserlichen Generalmajore Georg Corvin von Creytz († vor 1701) und Wolfgang Josaphat von Creytz (1673–1707).

### Werdegang
Kreytzen war Hauptmann zu Tilsit, 1655 zu Angerburg von 1655 bis 1667 zu Tapiau und zu Fischhausen. Am 30. Mai 1672 wurde er Oberrat und Obermarschall. Er war auch Landesdirektor zu Braunsberg und Oberappelationspräsident, sowie Erbherr auf Schloss und Stadt Domnau, Groß Saalau, Skoden, Ackerau, Nauritten, Galitten und Schönwiese.